# Violent Femmes
Violent Femmes es una banda de rock alternativo estadounidense. La banda estuvo compuesta por cuatro miembros: Gordon Gano (cantante/guitarrista), Brian Ritchie (bajista), Victor DeLorenzo (percusionista) y Guy Hoffman (percusionista).
Su estilo musical presenta grandes influencias de la música folk norteamericana, así como del punk, creando un sonido característico que ha influido a bandas posteriores como No Doubt, mientras que las letras de las canciones tratan temas recurrentes en el rock como la frustración adolescente, el amor o el sexo.
Es considerada una banda de culto por críticos y seguidores, sin embargo ha tenido un éxito comercial y un reconocimiento moderado, aunque algunas de sus canciones como Add it up o Blister in the sun han gozado de cierta fama. 

## Historia
La banda fue formada por Brian Ritchie y Victor DeLorenzo en 1980 y la formación se completó con la entrada de Gordon Gano. En sus inicios solían tocar en cafés y en las calles. El 23 de agosto de 1981, James Honeyman-Scott (integrante de The Pretenders), se interesó por su música cuando los vio tocando enfrente del local en el que The Pretenders iban a actuar esa misma noche, de tal manera que Chrissie Hynde les invitó a compartir escenario.
Así fue como el grupo se dio a conocer y posteriormente firmó con la discográfica Slash Records con la que publicaron su primer disco homónimo en 1982.

## En la cultura popular
- Aparecieron en un episodio de la serie televisiva Sabrina, interpretándose a ellos mismos.
- La canción Add It Up, una de las más conocidas de este grupo, ha aparecido en las películas El último suspiro, Garage days, Surveillance y en Reality Bites, en la que es interpretada en vivo por Ethan Hawke. Además aparece en el juego Tony Hawk's Underground 2 y en un episodio de la serie The 100 (S03E01)
- El tema Blister in the Sun fue elegido como el más importante de la historia por la radio australiana Triple M. (????)
- En la película Glue (historia adolescente en medio de la nada) aparecen varios de sus temas.
- En la serie "How I Met Your Mother", la canción de Marshall y Lilly es "Good Feeling" (temporada 1.ª, capítulo 20).
- La canción "Color me once" forma parte de la banda sonora de la película "El cuervo", de Alex Proyas.
- La canción "Please do not go" aparece en un episodio de la serie "Community"
- El vídeo de la versión de "Gone Daddy Gone" que incluyó Gnarls Barkley en su álbum de debut, fue nominado en los Premio Grammy al Mejor Video Musical.

## Discografía

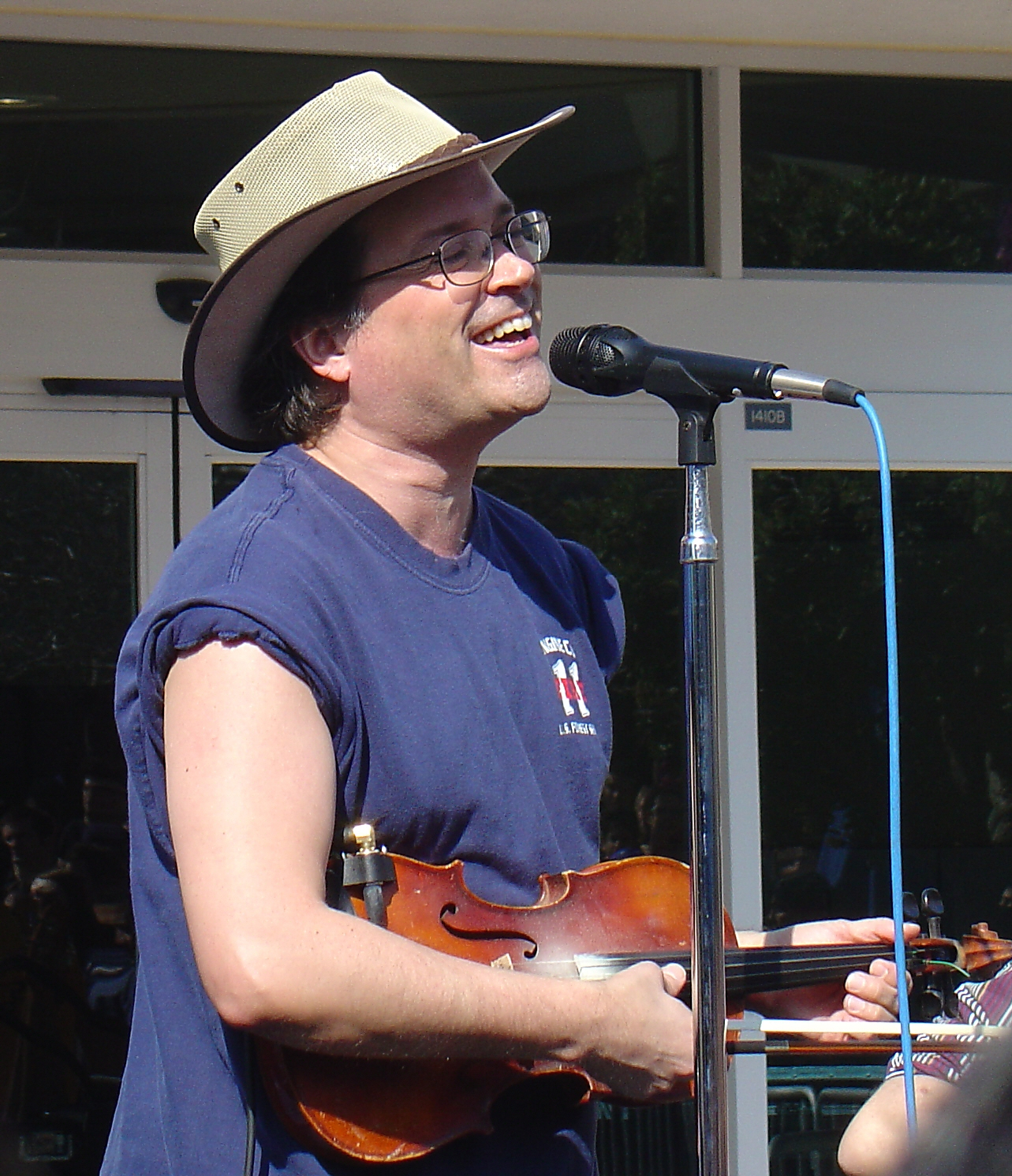
Gano en concierto con Violent Femmes, en 2006.

### Álbumes de estudio
- Violent Femmes (1983).
- Hallowed Ground (1984).
- The Blind Leading the Naked (1986).
- 3 (1988).
- Why do Birds Sing? (1991).
- New Times (1994).
- Rock!!!!! (1995).
- Freak Magnet (2000).
- We can do anything (2016).
- Hotel Last Resort (2019).

### Álbumes en vivo
- Viva Wisconsin (1999).

### Recopilaciones
- Add It Up (1981-1993).
- Waldo (1994-1996).